# لیز استیشن (تنسی)
لیز استیشن (به انگلیسی: Lees Station) یک منطقهٔ مسکونی در ایالات متحده آمریکا است که در شهرستان بلدسو، تنسی واقع شده‌است. لیز استیشن ۲۶۰٫۰ متر بالاتر از سطح دریا واقع شده‌است.